# NLRP4
NLRP4‏ (NLR family pyrin domain containing 4) هوَ بروتين يُشَفر بواسطة جين NLRP4 في الإنسان.